# 渡辺文夫
渡辺 文夫（わたなべ ふみお、1948年 - ）は、日本の心理学者、上智大学名誉教授。専攻は異文化間心理学、異文化教育。

## 来歴
福島県郡山市生まれ。1967年福島県立安積高等学校卒業。1972年上智大学文学部卒業。75年同大学院文学研究科修士課程修了。1979年東北歯科大学歯学部（現奥羽大学）専任講師、86年助教授。1994年東北大学文学部助教授、1996年上智大学文学部教授、総合人間科学部教授。1994年「異文化接触における認知的方略の研究-発展途上国への技術移転における事例的研究と異文化教育への応用をめざして」で上智大学博士（心理学）。この間、イースト・ウエスト・センター文化学習研究所専門研究員、フィリピン心理学研究研修所異文化関係部門部長、フィリピン大学大学院上級講師、アジア経済研究所研究委員。1970年代後半から約40年間、国内外のグローバル企業やJICAの研修所において、異文化接触に対する認知的戦略の研究とそれを実行する資質を育成する方法の研究開発と実践を行ってきた。

## 著書
- 『異文化のなかの日本人 日本人は世界のかけ橋になれるか』淡交社 1991年 日本文化のこころその内と外 ISBN 978-4-473-01204-3
- 『異文化と関わる心理学 グローバリゼーションの時代を生きるために』サイエンス社 2002年 セレクション社会心理学 ISBN 978-4-7819-1007-9

### 共編著
- 『異文化へのストラテジーー国際化の時代と相互発展』高橋順一　中山治　御堂岡潔ー共編著　川島書店　1991年 ISBN 978-4-7610-0463-7
- 『地球社会時代をどう捉えるか ー人間科学の課題と可能性ー』高橋順一共編 ナカニシヤ出版 1992年 ISBN 4-88848-181-4
- 『医療への心理学的パースペクティヴ』山崎久美子、久田満ー共著 ナカニシヤ出版 1994年 ISBN 4-88848-237-3
- 『異文化接触の心理学 その現状と理論』編著 川島書店 1995年 ISBN 4-7610-0561-0
- 『人間科学研究法ハンドブック』高橋順一,大渕憲一共編著 ナカニシヤ出版 1998年 ISBN 4-88848-438-4
- 『総合的戦略論ハンドブック』孫崎享,音好宏ー共編 ナカニシヤ出版 2012年 ISBN 978-4-7795-0678-9
- 『異文化間能力研究ー異なる文化システムとの事例分析』中尾元編著・渡辺文夫監修　新曜社　2023年 ISBN 978-4-7885-1802-5

## 論文
- Relationship Precedes Essence: New Training Methods for Fostering Integrative Relationship Management Skills in Intercultural and Uncertain Situations in General. 2005年[3]